# یوکی تازاوا
یوکی تازاوا (ژاپنی: 田澤 勇気؛ زادهٔ ۱۶ ژوئیهٔ ۱۹۷۹) یک بازیکن فوتبال اهل ژاپن است.
از باشگاه‌هایی که در آن بازی کرده‌است می‌توان به باشگاه فوتبال هوکایدو کونسادول ساپورو اشاره کرد.